# Pardysówka
Pardysówka – dawna wieś, od 1988 w granicach miasta Józefowa w Polsce, położona w województwie lubelskim, w powiecie biłgorajskim, w gminie Józefów.
Przyjęto podział na Pardysówka Dużą (SIMC 0987911) i Pardysówkę Małą (SIMC 0987928).
Stanowi najdalej na południowy wschód wysuniętą część Józefowa. Dawniej samodzielna wieś i gromada w gminie Aleksandrów.
W 1943 roku doszło tu do spacyfikowania wsi.
Od 1954 w gromadzie Józefów, a od 1 stycznia 1973 w gminie Józefów. W latach 1975–1987 miejscowość administracyjnie należała do województwa zamojskiego.
1 stycznia 1988 Pardysówkę (konkretnie 151,35 ha wsi Pardysówka Duża i 86,24 ha wsi Pardysówka Mała) włączono do Józefowa, w związku z odzyskaniem przez niego statusu miasta.